# Bataille d'Altenkirchen
La bataille d'Altenkirchen oppose les Français commandés par le général Kléber aux troupes autrichiennes du duc de Wurtemberg. Le combat se déroule à Altenkirchen (actuellement en Rhénanie-Palatinat), le 4 juin 1796 ; le général Marceau fut tué lors d'une seconde bataille au même lieu le 19 septembre 1796.
En 1796, la retraite de Jourdan contraignit Marceau à lever le blocus de Mayence. Le jeune général, par d'habiles manœuvres, protégeait la route de l'armée, et déjà plusieurs fois avait refoulé l'avant-garde de l'archiduc Charles, quand il fut attaqué, le 20 septembre, par le général Ilot. Une vive fusillade s'engagea à travers les bois d'Höchstenbach, à peu de distance du château d'Altenkirchen, ancienne résidence des comtes de Sayn-Altenkirchen et appartenant aujourd'hui à la régence de Coblence. Marceau, atteint d'un coup de feu, y succomba. Non loin de là, un monument dessiné par Kléber fut élevé à sa mémoire - il existait encore en 1815.
La bataille est remportée par le général Kléber.